# Gaillardia aristata
Gaillardia aristata es una especie de planta de flor de América del Norte de la familia Asteraceae conocida en inglés como gaillardia común. Esta flor silvestre perenne está ampliamente distribuida por gran parte de América del Norte, desde el este de Yukon hasta Quebec y por el sur hasta California, Arizona, Illinois, y Connecticut, si bien es posible que en algunas de estas partes no sea nativa sino que se haya naturalizado. También se ha naturalizado en diversas partes de Europa, Australia, y América del Sur.

## Descripción

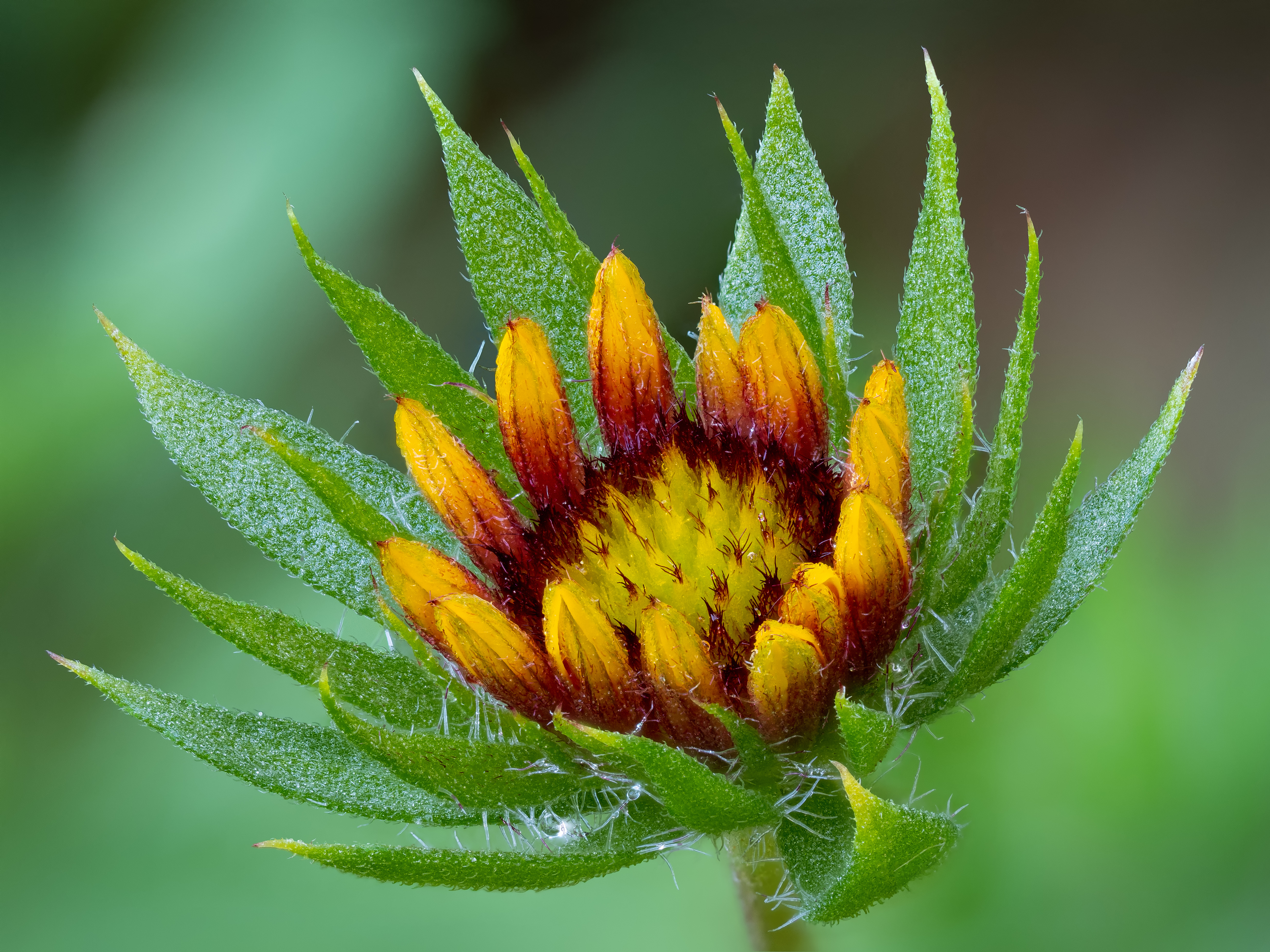
Flor abriéndose.

Gaillardia aristata crece en muchos hábitats. Es una hierba perenne que alcanza una altura máxima de entre 20 y 70 cm. Tiene hojas en forma de lanza cerca de la base y varios tallos erectos y desnudos que sostienen las flores.
Cada inflorescencia tiene un centro de floretes de disco de color marrón o púrpura rojizo y una franja de floretes de rayos que son de aproximadamente 1 a 3 cm de largo y de amarillo a rojizo con bases oscuras.
El fruto es un aquenio grueso y velludo que puede medir más de un cm de largo, incluido el vilano largo y puntiagudo.

## Usos
Algunas tribus indígenas la utilizan para tratar heridas y bajar la fiebre.
Gaillardia aristata es ampliamente cultivada como planta ornamental, utilizada como planta de flor perenne de jardín.